# سوخوي لوغ
سوخوي لوغ (بالروسية: Сухой Лог) هي إحدى مدن روسيا في الكيان الفدرالي الروسي سفيردلوفسك أوبلاست.